# 丹波健二
丹波 健二（たんば けんじ、1965年5月20日 - ）は、神奈川県川崎市高津区出身の元プロ野球選手（内野手、外野手）。

## 来歴・人物
調布リトルに在籍し、同期には武田一浩らがいた。
1981年に日体荏原高に入学。2年次の1982年は、1学年先輩の今野隆裕投手（後にプロでも同僚）を擁しながらも夏の東東京大会の準々決勝で城西高に7-1のコールド勝ち寸前から7-10へのまさかの逆転負けを喫しベスト8止まり。3年次の1983年は、夏の東東京大会準々決勝で1学年下の山口重幸や森範行を擁する岩倉高に逆転負けを喫し、在学中に甲子園出場は果たせなかった。
高校卒業後は東海大学に進学して野球部でプレーすることも決まっていたが、社会人野球に方向転換。
1984年に東芝に入社して同社野球部に所属。当初は非力なバッターであったが、徐々に力をつけていき、競争の激しい東芝内野陣に食い込んでいくようになった。
1988年の都市対抗は一塁手、五番打者として活躍。菊池総らの好投もあり、決勝でNTT東海を降し優勝を飾る。同年は社会人野球日本選手権でも決勝で本田技研熊本を降し優勝。同大会の優秀選手賞を獲得した。当時のメンバーにはプロでも同僚となる南渕時高もいた。
1991年の都市対抗では、大会記録となる個人大会9本塁打、1試合3本塁打（準決勝、対住友金属戦。大会記録タイ）の記録を打ちたてて東芝を優勝に導いた。結局、5試合で23打数16安打、打率.695・9本塁打・22打点・OPS2.795の成績を残して大会のMVP（橋戸賞）を受賞している。同年の社会人ベストナイン（一塁手）にも選出された。
同年の1991年のプロ野球ドラフト会議で千葉ロッテマリーンズが3位指名し、丹波も入団を受諾。ロッテに日本人大砲の誕生かと期待が膨らんだ。高齢・社会人の「東芝系列→ロッテのドラフト3位」というのは落合博満と同じということもファンに期待を持たせる要因となった。
1993年には一塁手、指名打者として6試合に出場。
1994年には右翼手も兼ね4試合に先発出場を果たすが、打撃が低迷。
1996年シーズン後に戦力外通告を受け、同年限りで現役を引退した。
現役引退後は大京の子会社に就職したものの、すぐに嘗て在籍した東芝系列の東芝エレベータに転職して現在に至る。また、リトルリーグ八千代中央チームの監督も務め、チーム出身者の中からは木澤尚文がプロ入りを果たしている。

## 詳細情報

### 年度別打撃成績
| 年 度     | 球 団     | 試 合 | 打 席 | 打 数 | 得 点 | 安 打 | 二 塁 打 | 三 塁 打 | 本 塁 打 | 塁 打 | 打 点 | 盗 塁 | 盗 塁 死 | 犠 打 | 犠 飛 | 四 球 | 敬 遠 | 死 球 | 三 振 | 併 殺 打 | 打 率 | 出 塁 率 | 長 打 率 | O P S |
| --------- | --------- | ----- | ----- | ----- | ----- | ----- | -------- | -------- | -------- | ----- | ----- | ----- | -------- | ----- | ----- | ----- | ----- | ----- | ----- | -------- | ----- | -------- | -------- | ----- |
| 1992      | ロッテ    | 5     | 10    | 10    | 1     | 1     | 1        | 0        | 0        | 2     | 2     | 0     | 0        | 0     | 0     | 0     | 0     | 0     | 2     | 0        | .100  | .100     | .200     | .300  |
| 1993      | ロッテ    | 15    | 25    | 23    | 3     | 5     | 3        | 0        | 0        | 8     | 1     | 0     | 0        | 1     | 0     | 1     | 0     | 0     | 8     | 0        | .217  | .250     | .348     | .598  |
| 1994      | ロッテ    | 9     | 18    | 18    | 1     | 2     | 0        | 0        | 1        | 5     | 1     | 0     | 0        | 0     | 0     | 0     | 0     | 0     | 2     | 1        | .111  | .111     | .278     | .389  |
| 1995      | ロッテ    | 5     | 9     | 9     | 0     | 1     | 0        | 0        | 0        | 1     | 0     | 0     | 0        | 0     | 0     | 0     | 0     | 0     | 3     | 0        | .111  | .111     | .111     | .222  |
| 1996      | ロッテ    | 3     | 3     | 3     | 0     | 0     | 0        | 0        | 0        | 0     | 0     | 0     | 0        | 0     | 0     | 0     | 0     | 0     | 0     | 0        | .000  | .000     | .000     | .000  |
| 通算：5年 | 通算：5年 | 37    | 65    | 63    | 5     | 9     | 4        | 0        | 1        | 16    | 4     | 0     | 0        | 1     | 0     | 1     | 0     | 0     | 15    | 1        | .143  | .156     | .254     | .410  |

### 記録
- 初出場：1992年4月4日、対オリックス・ブルーウェーブ1回戦（千葉マリンスタジアム）、9回裏に初芝清の代打として出場
- 初打席：同上、9回裏に星野伸之の前に三振
- 初先発出場：1992年7月12日、対日本ハムファイターズ16回戦（千葉マリンスタジアム）、7番・一塁手として先発出場
- 初安打・初打点：同上、4回裏に内山正博から2点適時二塁打
- 初本塁打：1994年9月29日、対日本ハムファイターズ26回戦（東京ドーム）、8回表に芝草宇宙からソロ

### 背番号
- 12 （1992年 - 1995年開幕直前）
- 4 （1995年開幕直前[3] - 1996年）